# Joe Dempsie
Joseph Maxwell Dempsie (sinh ngày 24 tháng 6 năm 1987) là một nam diễn viên người Anh.